# Dilowe
Dilowe (ukrainisch Ділове; russisch Деловое Delowoje, slowakisch Trebušany, ungarisch Terebesfejérpatak, rumänisch Trebușeni) ist ein Dorf im Südosten der ukrainischen Oblast Transkarpatien an der rumänischen Grenze mit etwa 2600 Einwohnern (2006).
Im Dorf befindet sich seit 1947 ein Marmorsteinbruch.

## Sehenswürdigkeiten

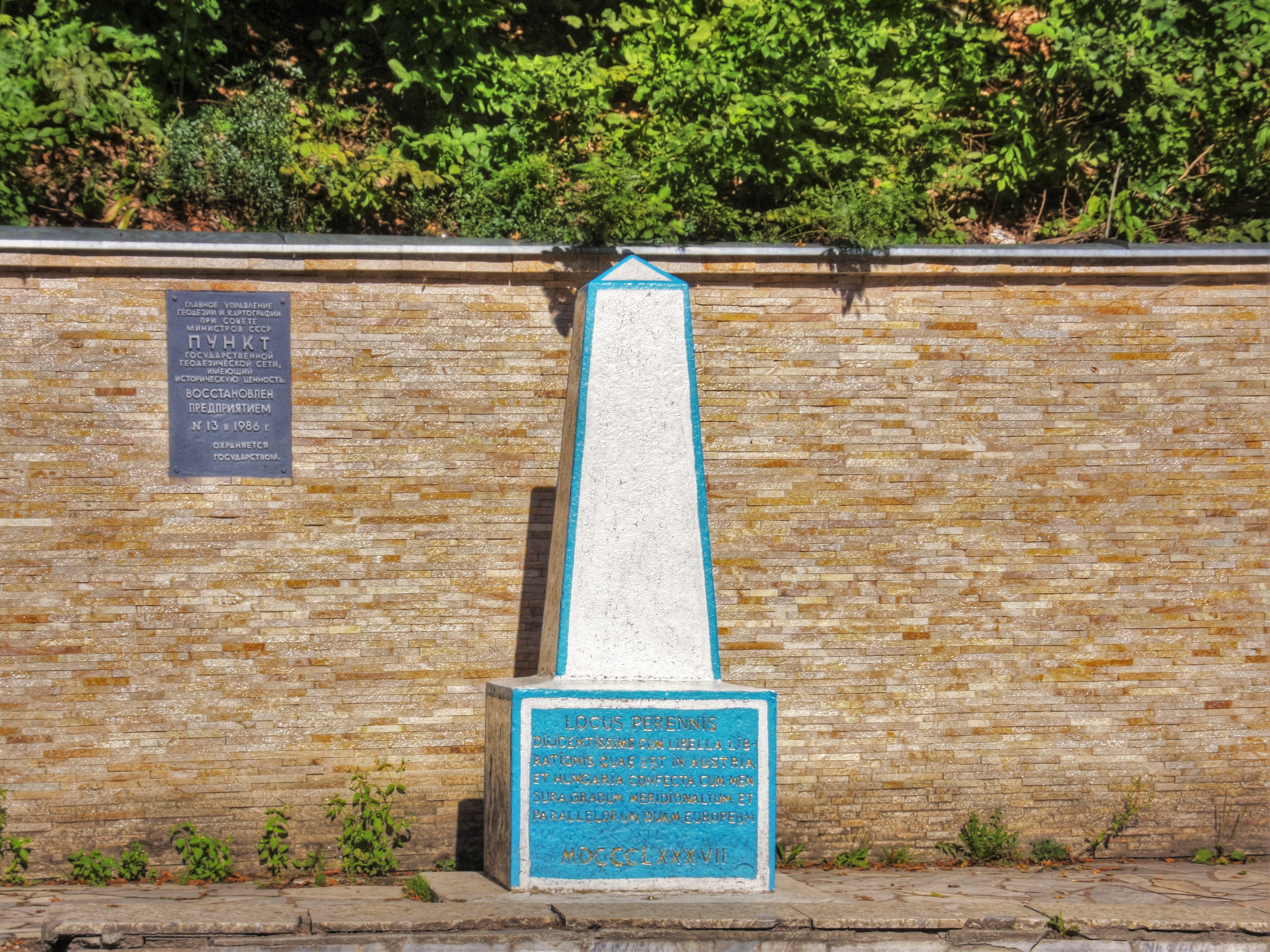
Denkmal der geographischen Mitte Europas von 1887

Griechisch-katholische Holzkirche „Geburt der seligen Jungfrau Maria“ von 1750

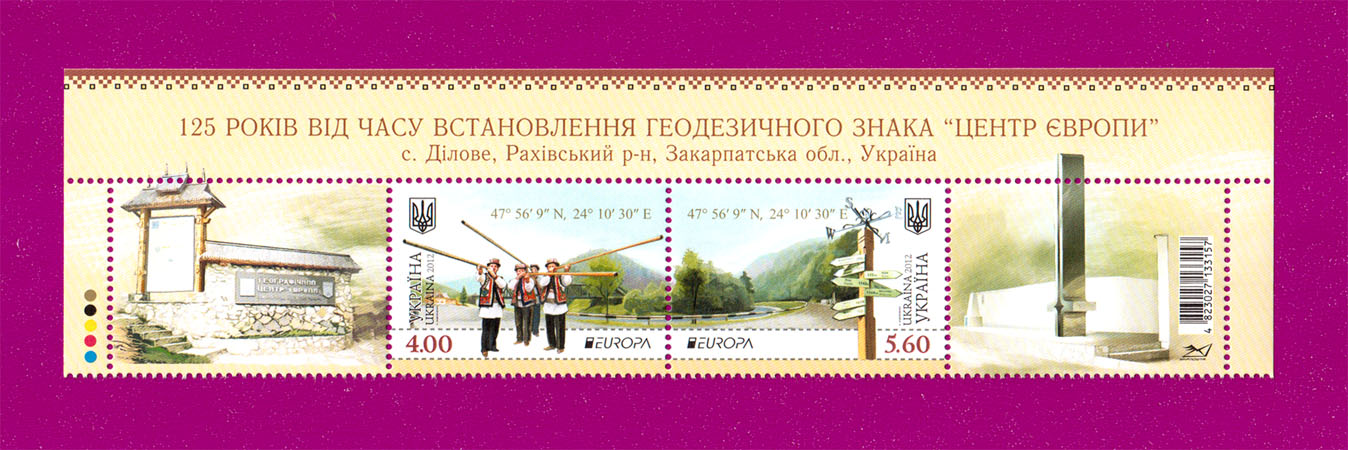
Briefmarke 125 Jahre seit der Errichtung des geodätischen Zeichens „Mitte Europas“

Bekanntheit erlangte die Ortschaft der Karpatenukraine durch das 1887 errichtete, 2 m hohe geodätische Denkmal, ein Obelisk aus Beton, der über einer Urmarke des Präzisionsnivellements des Militärgeographischen Instituts bei Vermessungsarbeiten im Zusammenhang mit dem Bau der Eisenbahnlinie Rachiw–Sighetu Marmației errichtet wurde.
Eine Gedenktafel daran trägt die lateinische Inschrift:
Locus Perennis Dilicentissime cum libella librationis quae est in Austria et Hungaria confecta cum mensura gradum meridionalium et parallelorum quam Europeum. MDCCCLXXXVII.
1977 wurde daneben eine Stele mit einer Inschrift aufgestellt, die besagt, dass hier der geografische Mittelpunkt Europas liegt (obwohl dies in der lateinischen Inschrift von 1887 nicht erwähnt wurde). Nun ist diese Aussage in den Medien weit verbreitet und wird auch touristisch vermarktet.
Östlich von Dilowe, im Biosphärenreservat der Waldkarpaten, befindet sich der 26 m hohe Jalynskyj-Wasserfall (Ялинський водоспад ⊙).

## Geschichte
Das im Jahre 1615 erstmals schriftlich erwähnte Dorf gehörte bis zum Vertrag von Trianon 1920 zum Königreich Ungarn, dann bis 1939 zur Tschechoslowakei. Von März 1939 bis zur russischen Besetzung 1944 war es ungarisch, danach kurzzeitig wieder tschechoslowakisch und ab 1946 sowjetisch. Seit 1991 gehört das Dorf zur unabhängigen Ukraine. Bis zum 25. Juni 1946 trug es den ukrainischen Namen Trebuschany (Требушани), wurde dann aber auf den heutigen Namen umbenannt.

## Geographie
Dilowe liegt am Oberlauf der Theiß und an der Fernstraße N 09 im Süden des Rajon Rachiw. Das Rajonzentrum Rachiw liegt 18 km nördlich und das Oblastzentrum Uschhorod 194 km nordwestlich von Dilowe. Im Dorf befindet sich ein Grenzbahnhof an der Bahnstrecke Sighetu Marmației–Iwano-Frankiwsk nach Rumänien. Der Endpunkt der Strecke, die rumänische Stadt Sighetu Marmației liegt 32 km westlich an der Theiß.
Am 12. Juni 2020 wurde das Dorf ein Teil neu gegründeten Stadtgemeinde Rachiw im Rajon Rachiw; bis dahin bildete es zusammen mit den Dörfern Kruhlyj (Круглий) und Chmeliw (Хмелів) die Landratsgemeinde Dilowe (Ділівська сільська рада/Diliwska silska rada).